# Iguanodontoidea
Iguanodontoidea es un clado inactivo de dinosaurios ornitisquios ornitópodos que se considera redundante y se prioriza el uso de Iguanodontidae. Se define como todos los iguanodóntidos más cercanos a Edmontosaurus que a Camptosaurus.